# Vance Worley
Pour les articles homonymes, voir Worley.
Vance Richard Worley (né le 25 septembre 1987 à Sacramento, Californie, États-Unis) est un lanceur droitier de la Ligue majeure de baseball.

## Carrière

### Phillies de Philadelphie
Vance Worley est un choix de troisième ronde des Phillies de Philadelphie en 2008.

#### Saison 2010
Rappelé des ligues mineures, il joue son premier match dans les majeures comme lanceur de relève le 24 juillet 2010 pour les Phillies.
Il effectue cinq sorties pour les Phillies en 2010, dont deux comme lanceur partant. C'est après une sortie en relève qu'il mérite sa première victoire en carrière, le 19 septembre contre Washington. Il termine ce premier séjour à Philadelphie avec une victoire, une défaite et une moyenne de points mérités de 1,38 en 13 manches lancées.

#### Saison 2011
À sa saison recrue en 2011, Worley est le cinquième partant des Phillies derrière quatre lanceurs étoiles : Roy Halladay, Cliff Lee, Cole Hamels et Roy Oswalt. Avec 11 victoires et seulement 3 défaites, il présente une moyenne de points mérités de 3,01 en 131 manches et deux tiers lancées. Utilisé dans 25 matchs, il amorce une partie des Phillies en 21 occasions et aide Philadelphie à maintenir la meilleure moyenne (3,02) de tous les de lanceurs du baseball majeur. Worley termine troisième au vote de la recrue de l'année dans la Ligue nationale derrière deux joueurs des Braves d'Atlanta, Craig Kimbrel (élu unanimement gagnant du prix) et Freddie Freeman.

#### Saison 2012
Worley connaît une saison 2012 plus difficile avec une moyenne de points mérités de 4,20 en 133 manches lancées et une fiche de 6-9 en 23 départs. Il joue son dernier match avec les Phillies le 28 août et doit subir une opération au coude

### Twins du Minnesota
Le 6 décembre 2012, les Phillies échangent Worley et le lanceur droitier des ligues mineures Trevor May aux Twins du Minnesota contre le voltigeur de centre Ben Revere.
Son bref passage au Minnesota est plombé par des problèmes de contrôle au monticule : les frappeurs adverses cognent tout ce qui bouge et récoltent 46 coups sûrs en 28 manches et deux tiers contre Worley en avril 2013 seulement, produisant 23 points mérités. Éventuellement cédé aux ligues mineures, le droitier quitte les Twins avec une seule victoire, 5 défaites et une moyenne de points mérités de 7,21 en 10 départs et 48 manches et deux tiers lancées.

### Pirates de Pittsburgh
Worley est acquis par les Pirates de Pittsburgh le 25 mars 2014 en échange d'une somme d'argent transférée aux Twins. Pour les Pirates, Worley est un nouveau projet de « récupération », c'est-à-dire une autre tentative de réformer à peu de frais un lanceur tombé en disgrâce ailleurs. Cette technique, devenue une spécialité des Pirates après leurs réussites avec les lanceurs Francisco Liriano et Edinson Volquez, fonctionne aussi dans le cas de Worley : en 17 départs et une présence en relève en 2014, le droitier, qui ne rejoint Pittsburgh que le 15 juin, maintient une moyenne de points mérités de 2,85 en 110 manches et deux tiers lancées. Il remporte 8 victoires contre 4 défaites.
Il est membre de la rotation de lanceurs partants des Pirates en 2015 mais perd sa place au profit de Jeff Locke, est assigné à l'enclos de relève et, éventuellement, aux ligues mineures. Il est cependant rappelé des mineures par les Pirates en septembre. Il termine l'année avec 4 victoires, 6 défaites et une moyenne de points mérités de 4,02 en 71 manches et deux tiers lancées lors de 8 départs et 15 apparitions en relève.

### Orioles de Baltimore
Worley est réclamé au ballottage par les Orioles de Baltimore le 20 octobre 2015.